# David Castañeda (skådespelare)
David Castañeda, född 24 oktober 1989 är en mexikansk-amerikansk skådespelare. År 2019 började Castañeda spela rollen som Diego Hargreeves i Netflix-serien The Umbrella Academy.
Castañeda föddes i Los Angeles, men växte upp i Sinaloa, Mexiko.
Han spelade olika mindre roller i ett antal produktioner, såsom End of Watch. År 2013 fick han rollen som Jorge i TV-serien Switched at Birth. I slutet av 2016 fick han rollen som Hector i filmen Sicario: Day of the Soldado som släpptes 2018.
År 2017 rollbesattes han som Diego Hargreeves / Nummer Två i The Umbrella Academy, som släpptes på Netflix i februari 2019.

## Filmografi

### Film
| År   | Titel                       | Roll             | Anteckningar |
| ---- | --------------------------- | ---------------- | ------------ |
| 2012 | End of Watch                | Mexikansk cowboy |              |
| 2015 | Freaks of Nature            | Tony Cerone      |              |
| 2018 | Sicario: Day of the Soldado | Hector           |              |
| 2020 | The Tax Collector           | Vargas           |              |

### TV
| År        | Titel                | Roll             | Anteckningar |
| --------- | -------------------- | ---------------- | ------------ |
| 2014      | Switched at Birth    | Jorge            | 7 avsnitt    |
| 2014–2015 | Jane the Virgin      | Nicholas         | 3 avsnitt    |
| 2019–     | The Umbrella Academy | Diego Hargreeves | Huvudroll    |